# Million Moons
Million Moons is een nummer uit 2021 van de Belgische deephouse-dj DJ Licious, in samenwerking met PollyAnna.
Het nummer kreeg extra airplay toen het een Big Hit werd op radiozender MNM. Het bereikte de 9e positie in de Vlaamse Ultratop 50 en werd daarmee tweede top 10-hit voor de Belgische dj, na de zomerhit Hope.